# 狂人の家
『狂人の家』（きょうじんのいえ、西: La casa de locos, 英: The Madhouse）あるいは『精神病院』（せいしんびょういん、西: Manicomio, 英: Asylum）は、スペインのロマン主義の巨匠フランシスコ・デ・ゴヤが1812年から1819年に制作した絵画である。油彩。当時有名であったサラゴサの精神病院で目撃した光景に基づいており、精神病院と様々な狂気に苦しむ入院患者の様子を描いている。この作品はゴヤが深刻な病いに苦しみ、家庭内で困難を経験した激動の時代の後に生まれた。『苦行者の行列』（Procesión de flagelantes）、『異端審問の法廷』 （Tribunal de la Inquisición）、『村の闘牛』（Corrida de toros en un pueblo）とともに当時の祝祭や風俗を描いた小品連作板絵の1つ。現在はマドリードの王立サン・フェルナンド美術アカデミーに所蔵されている。

## 制作背景
精神病院は当時のスペイン啓蒙主義のサロンでは人気があった話題で、特に患者に手錠をかけるなどの行為が話題になった。精神病の患者は憑りつかれた者と見なされ、しばしば大衆娯楽の対象となった。ゴヤは叔母と叔父が精神病に苦しんでいたため、精神病を直接体験していた。また1792年にはゴヤ自身が重病に陥り、バランスを保って歩くことに苦労し、部分的な失明と聴覚障害に苦しんだため、病気の苦しみもよく知っていた。ゴヤは最終的に回復したが聴覚を完全に失っており、フォークト・小柳・原田症候群に悩まされていたのではないかと推測されているが、その病いが正確には何であったか不明である。回復する間、彼はうつ病の発作に苦しみ、「自分自身が耐えられない気分で狂ったように騒ぎ立てることもあった」と述べた。またこの頃、ゴヤは義理の弟の病死も経験した。この時期はゴヤの作品の構図を初期よりも暗いものへと変化させるきっかけとなった。『狂人の家』で完結した一連の絵画について、ゴヤは次のように述べている。「空想や創作をする余地がない発注された作品では通常機会がない見解を述べることに成功した」。

## 作品
『狂人の家』はジョヴァンニ・バッティスタ・ピラネージ風の閉所恐怖症的な建築を特徴としている。画面の唯一の光源は、下方の人物たちを抑圧することを意図した、壁のずっと高所に配置された鉄格子の窓である。人物たちはいずれも際立った特徴を持ち、風刺画の境界線上にあり、グロテスクで哀れな行動に没頭している。ある者はまるで野蛮な酋長のようであり、鳥の羽根をあしらった野性的な頭飾りをかぶり、弓らしきものを装備して立っている。その周囲には追随者や崇拝者の一団がいる。別のある者は三角帽子をかぶって、鑑賞者に背を向けて立ち、銃器で戦うような身振りをしている。またある者は頭にティアラのようなものをかぶり、目を輝かせながら、聖職者のように右手で鑑賞者に祝福の身振りをしている。その後ろの者はトガらしきものを着て、トランプで作った王冠をかぶり、手に王笏を持っている。他の多くの人物はほとんど衣類を身に着けておらず裸である。こうした人物の何人かは、スペイン国王や、聖職者、軍隊などの社会階級や有力者のパロディを集めた陳列室として、寓意的に解釈できる。たとえば野蛮な酋長のような人物はおそらくスペイン国王のパロディであろう。絵画は「夢の世界」（mundo al revés）のテーマを展開しており、ゴヤの版画集《ロス・カプリーチョス》（Los Caprichos）と関連している。画面からうかがえる社会に対する激しい批判は、フェルディナンド7世の絶対君主制が復活したときにゴヤが感じた怒りと悲しみの表れであるように思われる。

### 先行作品

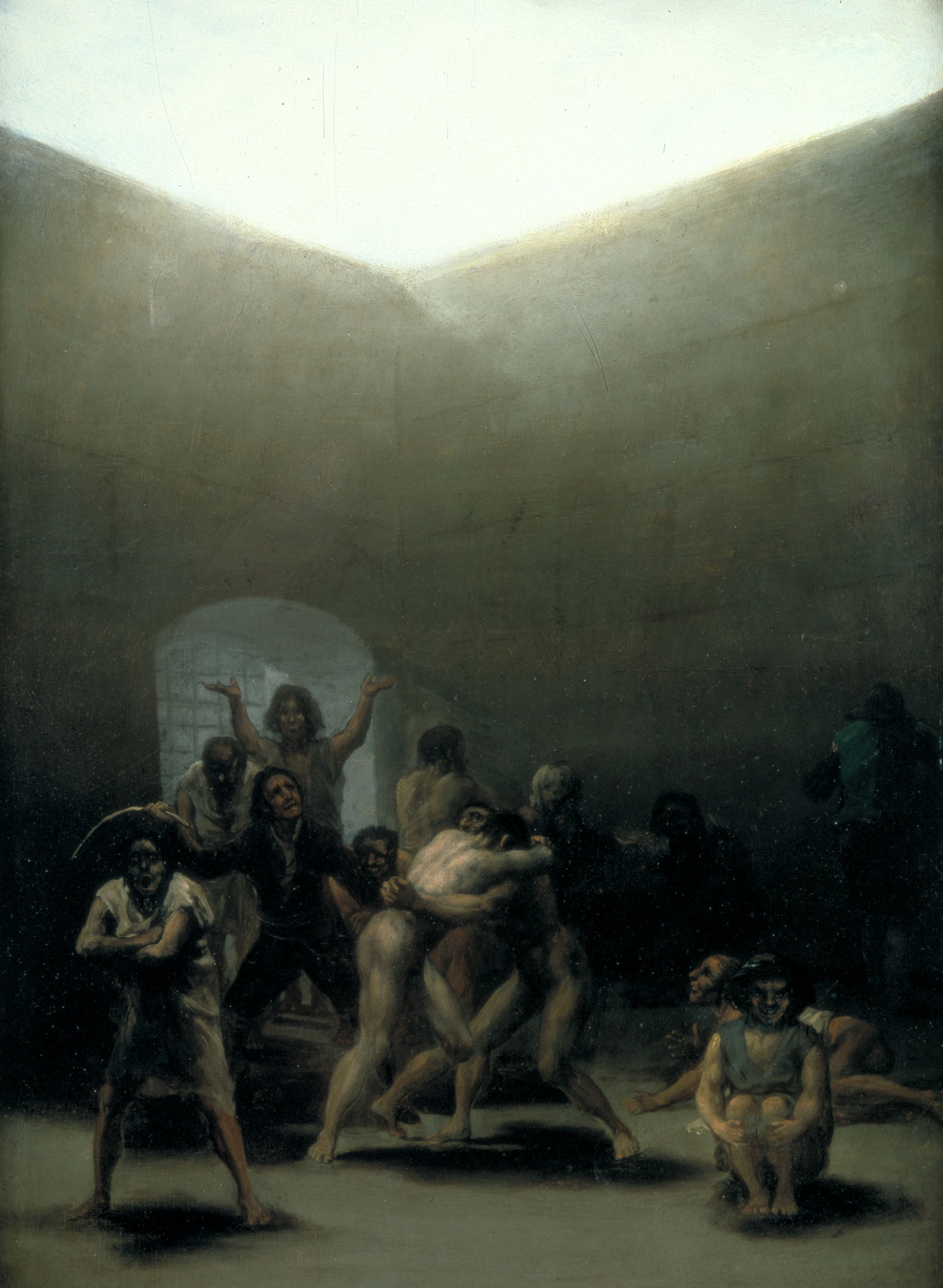
1794年の絵画『精神病院の中庭』。メドウズ美術館所蔵。

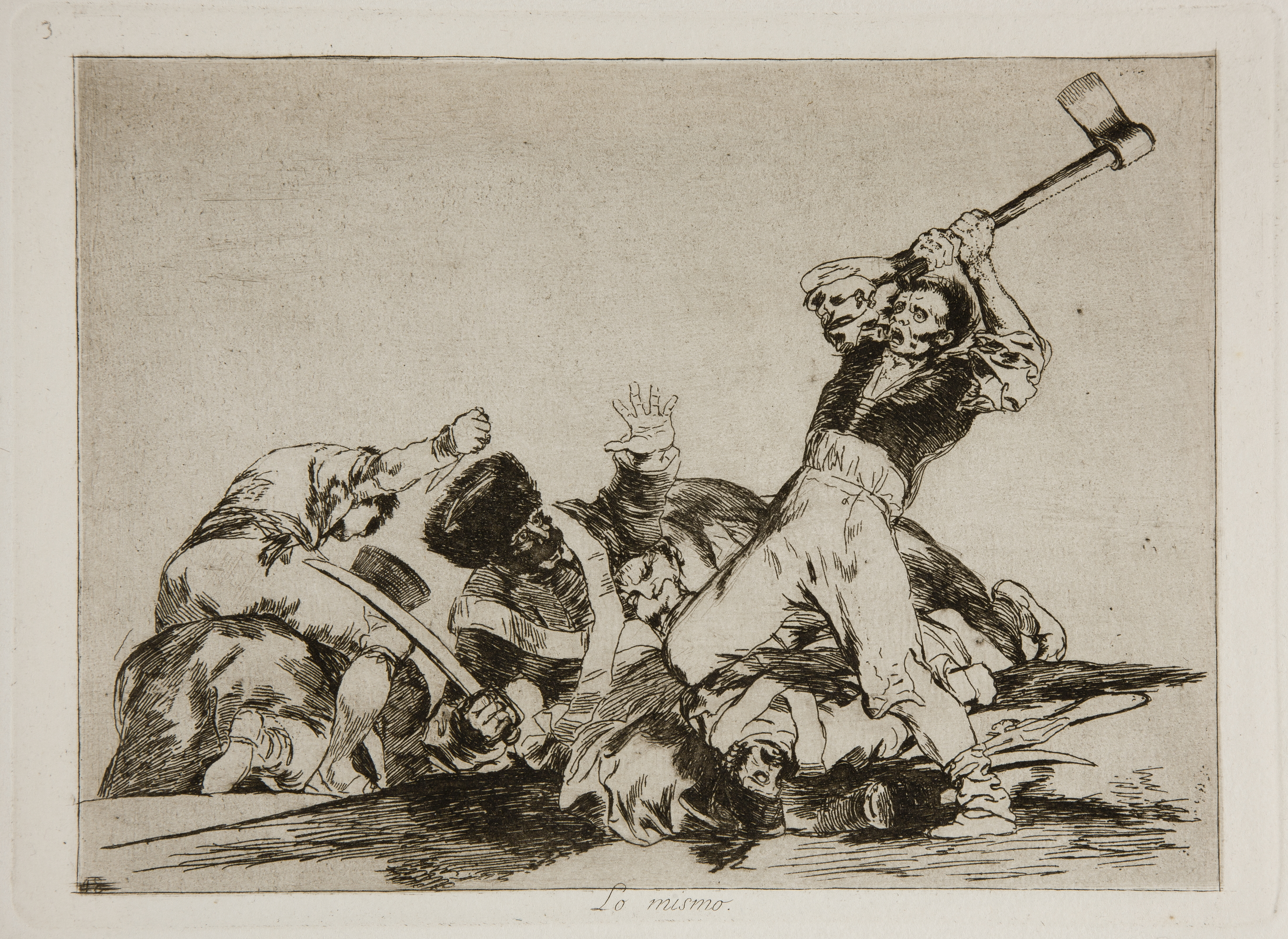
《戦争の惨禍》第3番「同じことだ」。

ゴヤは1794年の絵画『精神病院の中庭』（Corral de locos）で、すでに精神疾患とその苦しみの問題に触れていた。『狂人のいる庭』は精神病院の庭に連れ出された躁病患者を描いており、画面中央で格闘する人物たちを看守が拘束しようとしている。この絵画はゴヤが病気から回復していた頃に描かれたと思われる。『狂人のいる庭』は当時としては人間たちの描写がユニークな作品であり、ステレオタイプな精神異常者の描写から逸脱し、より現実的な行動や行為を描いている。
『狂人の家』は薄汚い部屋に人物を置いている点で『精神病院の中庭』とは異なるが、一方で彼ら自身の幸福のために拘束しなければならない人々としてではなく、苦しんでいる人々として彼らを描いている。これらの精神病院を描いた2作品は、ゴヤが苦しみを探求した唯一の作品ではなかった。本作品と同時期の1810年から1820年にかけて、ゴヤは《戦争の惨禍》（Los Desastres de la Guerra）という版画集のために83点のエッチングを制作した。画家の死後35年後の1863年にようやく出版されたこの版画集は、1808年5月2日の市民蜂起と半島戦争でナポレオン率いるフランス軍が犯した残虐行為を描いた。これらの作品で、ゴヤは鑑賞者が主題の衝撃的な性質に集中できるように周囲の要素を取り除いている。各エッチングには連続した物語があるようには見えず、それぞれが他の図像から独立した場面を描いている。ゴヤは芸術作品から美しさを省き、代わりに鑑賞者に衝撃を与え、動揺させることを厭わなかったため、暴力と苦痛のある主題の描写で有名になった。

### 評価
研究者たちの間では先行する『精神病院の中庭』と同様、『狂人の家』の意味あるいは目的についてのコンセンサスは得られていない。この作品は家庭の場で飾るタイプの作品ではないため、ゴヤがどのようにして一般大衆とのつながりを失ったかを例証していると主張する者もいる一方で、暴力を描いた作品と同じ市場にぴったり合うと主張する者もいる。この作品がフィリップ・ピネルとウィリアム・テュークが主導した精神病院改革運動においてどれほど効果的であったか、また変化をもたらそうとしていたのか、それとも精神障害者は監禁され拘束されるべきだという通念を肯定していたのかについても議論されている。

### 支持体
連作の4作品で支持体として使用されたマホガニー材はキューバ産であることが特定されている。ゴヤの義父マルティン・ミゲル・デ・ゴイコエチェア（Martín Miguel de Goicoechea）がアメリカとの貿易に従事していたことを考えると、彼がゴヤに木材を提供した可能性がある。

## 来歴
ゴヤが死去した際に画家アントニオ・デ・ブルガダが作成した1828年の目録には、一般に『狂人の家』、『苦行者の行列』、『異端審問所』、『村の闘牛』で構成された連作とされる4点の小品が詳細に記載されている。この連作はナポレオン時代にマドリード市長を務め、1812年にフランスに亡命したマヌエル・ガルシア・デ・ラ・プラダが所有していた。彼はレアンドロ・フェルナンデス・デ・モラティンとゴヤの友人で、画家がボルドーに出発する前に直接入手した可能性がある。あるいはゴヤの死後に画家の息子フランシスコ・ハビエル・ゴヤ・イ・バイユー（Francisco Javier Goya y Bayeu）から購入した可能性もあり、後者の場合は目録の記述と結びつけることができる。いずれにせよ、この連作はマドリードのマヌエル・ガルシア・デ・ラ・プラダのコレクションに加わっており、1836年に作成された遺言書の中で王立サン・フェルナンド美術アカデミーに遺贈する意思を示した。その後、所有者は1839年に死去し、連作は同アカデミーに遺贈された。

## ギャラリー
連作の他の作品

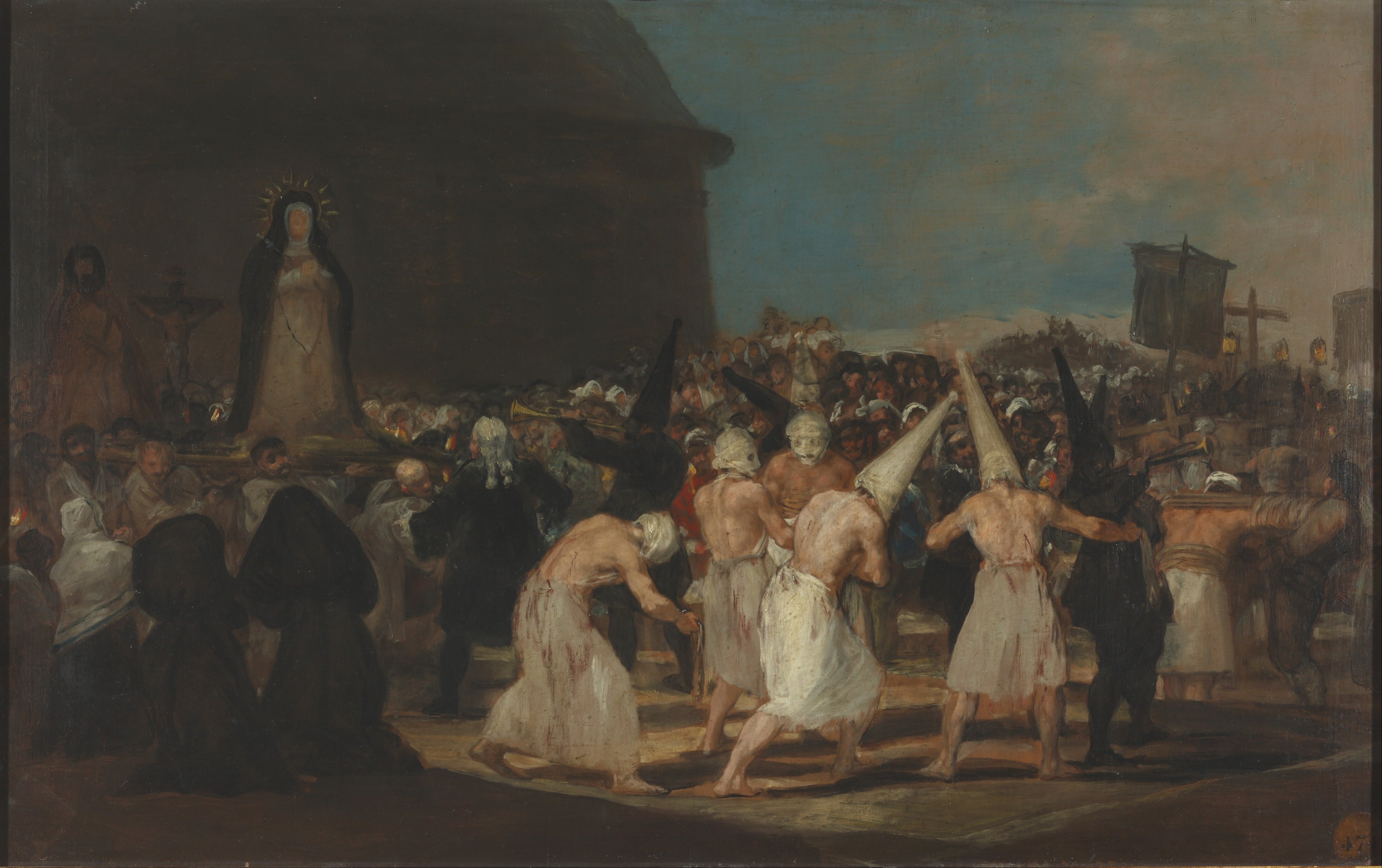
『苦行者の行列』1812年-1819年
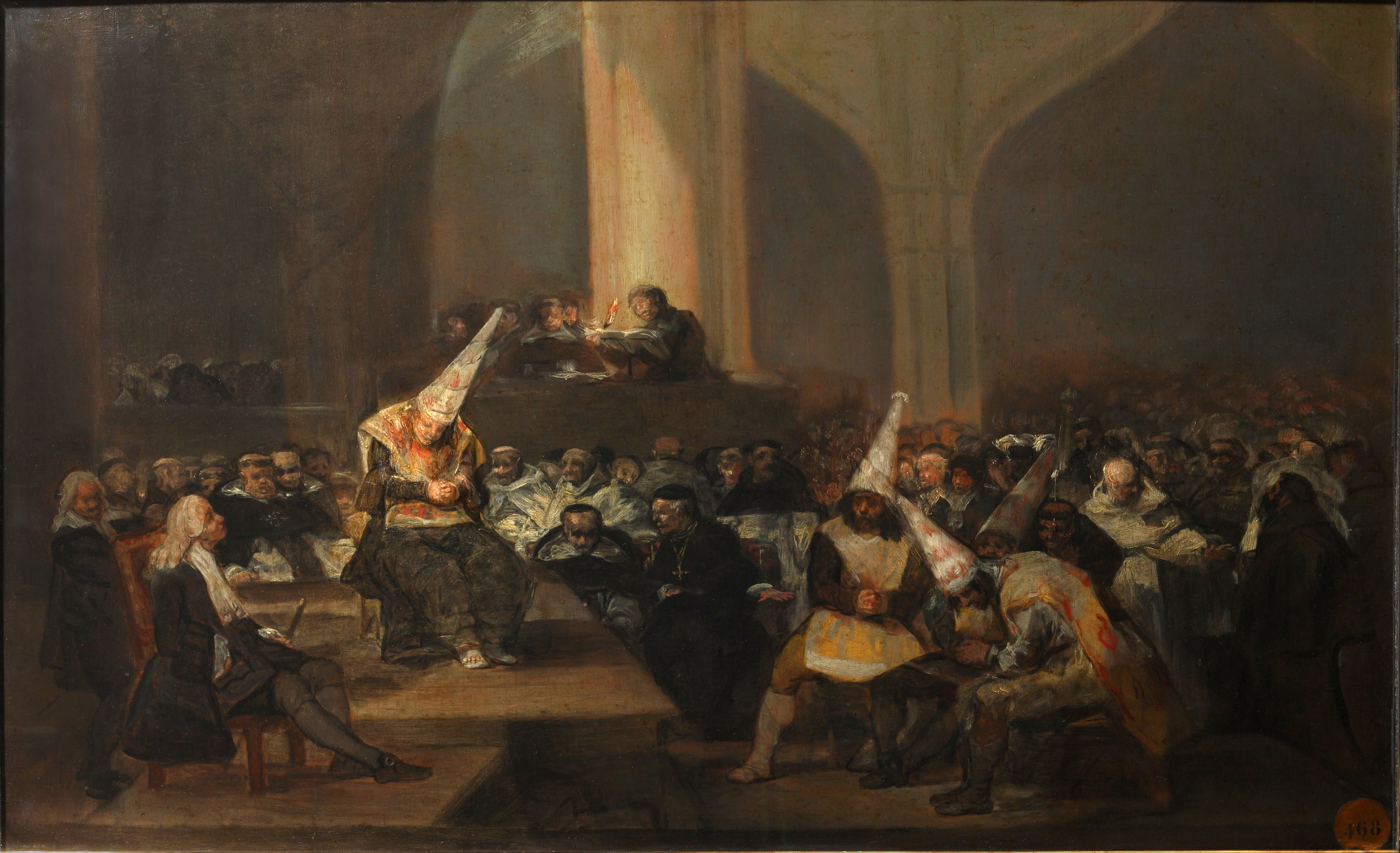
『異端審問の法廷』1812年-1819年
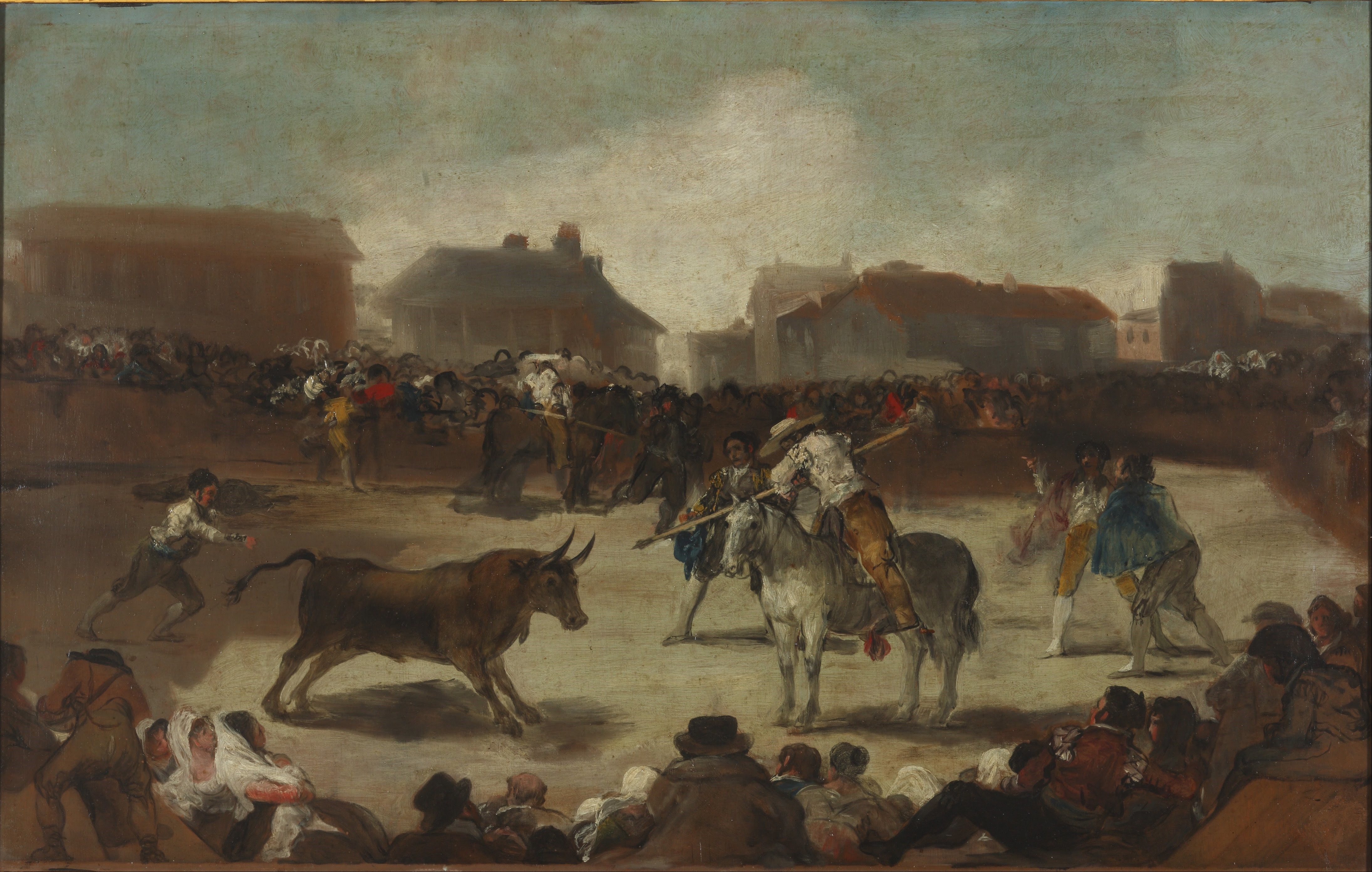
『村の闘牛』1812年-1819年